# 4265 Kani
4265 Kani este un asteroid descoperit pe 8 octombrie 1989 de Toshimasa Furuta și Yoshikane Mizuno.

## Denumirea asteroidului
Asteroidul a primit numele în onoarea localității japoneze, unde se află observatorul astronomic la care a fost descoperit corpul ceresc, Kani.

## Descrierea asteroidului
4265 Kani est un asteroid din centura principală. 
Asteroidul prezintă o orbită caracterizată printr-o semiaxă majoră de 2,43 ua, o excentricitate de 0,20 și o înclinație de 4,4° în rapport cu ecliptica.